# 가네다촌 (도치기현)
가네다촌(일본어: 金田村)은 일본 도치기현의 북동부, 나스군에 속했던 촌이다.

## 역사
- 1889년 4월 1일 - 정촌제 시행에 의해 나스군 가네다촌이 성립하였다.
- 1954년 12월 1일 - 오타와라정, 지카소노촌과 합병해 오타와라시가 신설되었다.